# Musca emdeni
Musca emdeni este o specie de muște din genul Musca, familia Muscidae, descrisă de Nandi și G.P. Sinha în anul 2004. Conform Catalogue of Life specia Musca emdeni nu are subspecii cunoscute.